# .dd
.dd war die länderspezifische Top-Level-Domain (ccTLD) der Deutschen Demokratischen Republik.
Da die DDR zur Zeit der Einführung der Top-Level-Domains existierte, war – analog zur westdeutschen .de – die Top-Level-Domain .dd für sie vorgesehen. Diese TLD wurde jedoch nur intern in einem isolierten Netz der Universitäten Jena, Dresden und vermutlich Rostock verwendet – von außen war die DDR zu keinem Zeitpunkt über eine .dd-Adresse erreichbar. Grund dafür war, dass .dd nie im öffentlichen Domain Name System delegiert wurde. Nach der Wiedervereinigung Deutschlands war die Top-Level-Domain .dd obsolet und die Pläne zu ihrer Einführung wurden nicht weiter verfolgt.
Laut einem Medienbericht von 2011 prüfte die Stadt Dresden, sich im Zuge der Vergabe neuer generischer Top-Level-Domains bei der ICANN um die Endung .dd zu bewerben, da sie das Kfz-Kennzeichen DD führt. Nach Einführung der Regel, dass neue gTLDs mindestens drei Zeichen lang sein müssen, wurde davon Abstand genommen.